# Shining Star ☆Wasurenai Kara☆
Singles de Nami Tamaki
Prayer
(2003) Daitan ni Ikimashou ↑Heart & Soul↑
(2004)
Shining Star ☆Wasurenai Kara☆ est le 4e single de Nami Tamaki sorti sous le label Sony Music Entertainment Japan le 28 janvier 2004 au Japon. Il atteint la 9e place du classement de l'Oricon, et reste classé pendant 6 semaines.
Shining Star ☆Wasurenai Kara☆ a la même mélodie que la chanson Ah ! vous dirai-je, maman, et a été utilisé comme thème de fin pour l'émission Matthew's Best Hit TV. High School Queen est une reprise de la chanson Teenage Superstar de Kim Lian. Shining Star ☆Wasurenai Kara☆ se trouve sur la compilation Graduation ~Singles~, sur l'album remix Reproduct Best et sur l'album Greeting.

## Liste des titres
| 1. | Shining Star ☆Wasurenai Kara☆ (Shining Star ☆忘れないから☆)                | Satomi, Shusui, Stefan Aberg                 | Shusui, Stefan Aberg            | 4:26 |
| 2. | Kanashimi no Valentine (悲しみのバレンタイン)                              | Emi Nishida, Daniel Gibson, Jorgen Ringqvist | Daniel Gibson, Jorgen Ringqvist | 3:41 |
| 3. | High School Queen                                                          | Emi Nishida, Daniel Gibson, Jorgen Ringqvist | Daniel Gibson, Jorgen Ringqvist | 3:09 |
| 4. | Shining Star ☆Wasurenai Kara☆ (Instrumental) (Shining Star ☆忘れないから☆) | Satomi, Shusui, Stefan Aberg                 | Shusui, Stefan Aberg            | 4:25 |